# Odem
Odem é uma cidade localizada no estado norte-americano do Texas, no Condado de San Patricio.

## Demografia
Segundo o censo norte-americano de 2000, a sua população era de 2499 habitantes.
Em 2006, foi estimada uma população de 2547, um aumento de 48 (1.9%).

## Geografia
De acordo com o United States Census Bureau tem uma área de
2,9 km², dos quais 2,9 km² cobertos por terra e 0,0 km² cobertos por água. Odem localiza-se a aproximadamente 16 m acima do nível do mar.

## Localidades na vizinhança
O diagrama seguinte representa as localidades num raio de 12 km ao redor de Odem.